# Agha-Nur-Moschee
Die Agha-Nur-Moschee (persisch مسجد آقانور Masdsched e Agha-Nur, IPA:  [mæsd͡ʒɛd ɛ ɑɢɑnuɾ]) ist eine historische Moschee in  der iranischen Stadt Isfahan. Sie wurde während der Ära Abbas I. begonnen und durch Safi I. vervollständigt. Deshalb sind die Namen dieser beiden Könige in der Inschrift über dem Portal erwähnt worden.
Die Moschee wurde unter der Aufsicht eines der reichsten Männer Isfahans, Nureddin Mohammad Esfahani, erbaut. Der Schabestan der Agha-Nur-Moschee gilt als einer der schönsten in Isfahan. Er besteht aus Steinsäulen und Marmorbögen, die während des Tages Licht spenden.